# Cistus pascalis
Cistus pascalis är en solvändeväxtart som beskrevs av fader Sennen. Cistus pascalis ingår i släktet Cistus och familjen solvändeväxter. Inga underarter finns listade i Catalogue of Life.